# Alfredo del Águila
Pour les articles homonymes, voir Del Águila.
Alfredo del Águila Estrella, né le 3 janvier 1935 à Mexico et mort le 26 juillet 2018 dans la même ville, est un footballeur mexicain évoluant au poste d'attaquant.

## Biographie
Sélectionné par le Mexique pour la Coupe du monde de 1962, Alfredo del Águila participe à tous les matchs de la sélection dans la compétition, marquant un but contre la Tchécoslovaquie, future finaliste de l'épreuve.